# 孙良诚

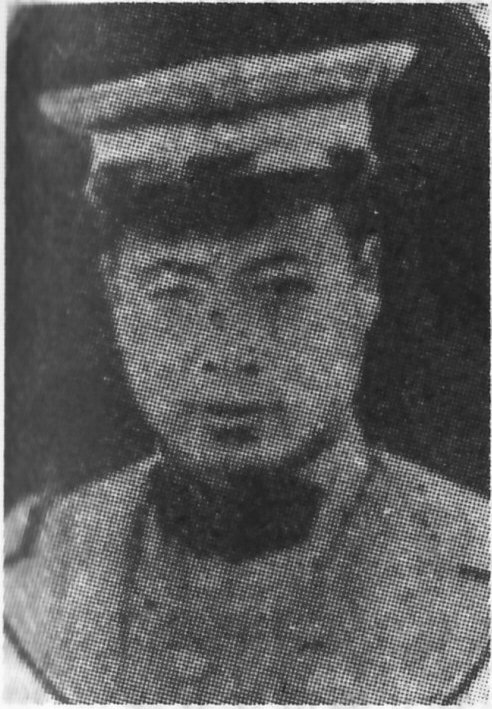

孙良诚（1893年6月22日—1952年3月）原名良臣，字少雲，直隷省天津府静海县（今天津市静海区）人，中華民国時期的军事将领，冯玉祥十三太保之一。

## 生平

### 国民軍中的活躍
孙良诚的父亲孫雲亭是清軍哨官（排長）。孫良誠最初从事农业，1912年（民国元年）参加馮玉祥的部隊。馮玉祥见孫良誠颇有才能，十分赏识，此後孫良誠顺利升职。
1924年」（民国13年）10月北京政变前，他升任旅長。1926年（民国15年）春，他任国民軍第1軍第2師師長，驻扎蘭州。同年10月，他率军击败围攻西安8个月的劉鎮華所率鎮嵩軍。此后，他因軍功而升任国民軍第4軍軍長。
中国国民党北伐中，孫良誠任国民革命軍第二集团军第1方面軍总指揮。1928年（民国17年）5月，他入山東省扫荡北洋政府軍，被任命为山東省政府主席。孫良誠稳定了对山東省的統治，使受济南事件及北洋政府統治混乱影响的山東省获得一定的平稳。
1929年（民国18年）9月，馮玉祥與閻錫山聯合，表明反蒋介石立場，孫良誠随同他们参加反蒋战争。反蒋战争敗北后，因作战上的齟齬，孫和同僚宋哲元产生激烈对立。1930年（民国19年）他参加中原大战，最终反蒋軍敗退。

### 抗日战争時的叛服
1933年（民国22年）5月，馮玉祥在張家口组成察哈爾民众抗日同盟軍，孫良誠任该軍騎兵挺進軍軍長。6月，他就任察哈爾民众抗日同盟軍軍事委員会常務委員。然而，当蒋介石讨伐并包围冯玉祥时，孫称病返回张家口，引起冯玉祥的极大愤怒。8月，冯玉祥下野，抗日同盟軍由宋哲元接收。孫逃往天津。
此后，孫良誠处于隐退状态。抗日战争爆发後的1939年（民国28年），冀察战区司令兼河北省政府主席鹿鍾麟任命孫良誠为冀察战区遊擊指揮官，孫良誠乃复归前線。1940年（民国29年）春，他任魯西行署主任。但是，国民政府中央在装備、補給方面对其给予冷遇，1942年（民国31年）他被罢免魯西行署主任职务。
怀抱不满的孫良誠乃投靠南京的汪精卫政权。以後，他历任汪精卫政府的第2方面軍总司令、開封綏靖公署主任、蘇北綏靖公署主任。

### 二次国共内战
抗日战争结束後，孫良誠被蒋介石的国民政府收编，被任命为国民革命军新编第二路軍总指揮。1945年11月10日，孙部第一军军长赵云祥在盐城起义投奔新四军，赵主动提出去扬州说服孙良诚起义，华东局派人随赵云祥进入扬州。随即孙良诚扣留这批人员，但把华东局所派的陪同人员放回，表示其仍愿与共方保持一定联系。1945年12月2日，周恩来致电陈毅等，指出孙良诚与汤恩伯为死对头，汤恩伯有诱杀孙良诚之意，加紧争取有可能。华中分局派遣华中独立第一军参谋长徐楚光去扬州做孙良诚和王清瀚的工作。1946年2月编为国民革命军暂编第五纵队，辖第10、第11总队。率部参加第二次国共内战。1946年夏，改编为暂编第二十五师，辖第十二、十三两个旅。驻守泗阳、宿迁、睢宁。1948年11月改编为第一〇七军,辖第二六O、二六一两个师。1948年（民国37年），在淮海战役初投降中国人民解放軍。
后来孙良诚假意劝说刘汝明举行起义，1949年1月，在周鎬、孙良诚等人赴刘汝明部接洽起义事宜时，周鎬、祝元福等中国共产党方面人员被扣留，随后押赴南京，孙良诚、王清瀚（国军师长，中共特别党员）则被送往南京。不久，周鎬、祝元福、王清瀚均被枪决。孙良诚到南京后，被安排住在国防部招待所二楼。后经国防部次长秦德纯向蒋介石保释，孙良诚方获释放。渡江战役后，中国人民解放军占领南京、上海。此后，孙良诚从无锡来到上海，居住在四姨太处。当时，周鎬的遗孀吴雪亚也从苏北经南京来到上海，仍在四处寻找周镐的下落。无意中得知孙良诚的情况后，吴雪亚即向公安机关报告，公安机关迅速将孙良诚逮捕归案。起初，孙良诚被关押在苏州的华东军区解放军官训练团学习，后随该训练团押往山东。1951年底的一天，在该训练团的学习讨论会上，孙良诚突然口吐白沫并昏倒，经医生抢救，诊断为中风。
1952年3月，孙良诚病死在山东禹城韩庄。

### 军阶
1936年1月22日，孙良诚任陆军中将。